# Храм Різдва Пресвятої Богородиці (Рахни-Лісові)
Храм Різдва Пресвятої Богородиці — православний храм у селі Рахни-Лісові Вінницької області.

## Історія
Православна церква в селі Рахни-Лісові була збудована на початку XVII ст. в середині століття її було зруйновано турецьким загарбниками. За короткий час церкву відбудували. В 1892 році церква була знищена пожежею. З 1896 по 1913 рік Було збудовано нову дерев’яну церкву. У 1959 році богослужіння заборонено, церкву закрито, а у 1982 році, її було зруйновано комуністичним режимом. У 1991 року. за ініціативою прихожан села під керівництвом настоятеля церкви протоієрея отця Станіслава (Берези)  було розпочато будівництво нового храму за архітектурним проектом інженера-будівельника Пустовіта П.М. Відновлення Храму - Будівництво проводилось за кошти усіх прихожан, меценатів та підприємств села і завершилось в 2007 році.

## Конфесіональна приналежність
З 1991 по 2011 Храм Різдва Богородиці підпорядковувався Російській православній церкві. У 2011 загальними зборами прихожан храму які очолив настоятель о. Станіслав перейшов в підпорядкування до Єдиної Канонічної Автокефальної Православної Церкви України до 15 грудня 2018 УПЦ КП

## Настоятелі Храму
- грудень 1919 - жовтень 1922 рр. - о. Алексій Пелипенко
- з 1992 року — Отець Станіслав Береза